# Miguel Jiménez
Miguel Ángel Jiménez Cedres, född den 18 juni 1970 i Philadelphia, Pennsylvania, är en före detta boxare från Puerto Rico. Hans främsta merit är en silvermedalj i medel/lättvikt i de Panamerikanska mästerskapen i Havanna, Kuba, 1991.